# Franz Böhm
Franz Böhm (Konstanz, 16 februari 1895 - Rockenberg, 26 september 1977) was een Duits politicus, advocaat en econoom.
Böhm studeerde rechten in Freiburg im Breisgau, waar hij ook hoogleraar werd in 1933. Hij was betrokken bij het verzet tegen nazi-Duitsland en had het aan een verwisseling van namen te danken dat hij na de aanslag van 20 juli 1944 op Hitler niet werd opgepakt.
Böhm ontwikkelde samen met Walter Eucken en Hans Großmann-Doerth het concept van het neoliberalisme en was een belangrijke voorstander van de sociale markteconomie. In 1948 richtte hij, samen met Walter Eucken, het Duitse wetenschappelijke tijdschrift ORDO op dat nog altijd een forum is voor Duitse economen.
Böhm was van 1953 tot 1965 voor de CDU in de Bondsdag afgevaardigd. Vanaf 1952 stond hij aan het hoofd van de West-Duitse delegatie die in het kader van de Wiedergutmachung onderhandelingen voerde met Joodse organisaties wereldwijd en de staat Israël, hetgeen resulteerde in het Verdrag van Luxemburg.
- Bibsys: 4009217
- Bibliothèque nationale de France: cb11440604v (data)
- Gemeinsame Normdatei: 118512471
- International Standard Name Identifier: 0000 0001 0909 817X
- Library of Congress Control Number: n80115904
- Nationale Bibliotheek van Tsjechië: vse20231194113
- Nationale bibliotheek van Australië: 35019910
- Nationale Bibliotheek van Israël: 987007259228905171
- Nationale Bibliotheek van Polen: a0000001873403
- Nederlandse Thesaurus van Auteursnamen: 068382707
- Réseau des bibliothèques de Suisse occidentale: 02-A012333042
- Système universitaire de documentation: 090073479
- Virtual International Authority File: 64798578
- WorldCat: E39PBJbRjT9rC8DKM76D4C6Myd